# Jeannie Wall
Jeannie Wall (ur. 8 października 1967) – amerykańska biegaczka narciarska.

## Kariera
W Pucharze Świata zadebiutowała w sezonie 1987/1988, ale nie zdobyła punktów. Mimo kilku sezonów startów w PŚ nigdy nie zdołała wywalczyć punktów. Startowała ponadto w cyklu FIS Marathon Cup, zajmując między innymi siódme miejsce w klasyfikacji generalnej sezonu 2001/2002. 23 lutego 2002 roku po raz pierwszy i ostatni w karierze stanęła na podium maratonu, zwyciężając w amerykańskim American Birkebeiner. W zawodach tych wyprzedziła swą rodaczkę Brooke Baughmann i Norweżkę Unni Ødegård. Nigdy nie startowała na igrzyskach olimpijskich ani mistrzostwach świata. W 2003 roku zakończyła karierę.

## Osiągnięcia

### Puchar Świata

#### Miejsca w klasyfikacji generalnej
- sezon 1987/1988: -
- sezon 1988/1989: -
- sezon 1989/1990: -
- sezon 1990/1991: -
- sezon 2000/2001: -

#### Miejsca na podium
Wall nie stała na podium indywidualnych zawodów Pucharu Świata.

### FIS Marathon Cup

#### Miejsca w klasyfikacji generalnej
- sezon 2000/2001: 19.
- sezon 2001/2002: 7.

#### Miejsca na podium
| Nr | Dzień     | Rok  | Zawody               | Dystans               | Czas biegu  | Strata | Miejsce | Zwyciężczyni |
| -- | --------- | ---- | -------------------- | --------------------- | ----------- | ------ | ------- | ------------ |
| 1. | 23 lutego | 2002 | American Birkebeiner | 52 km stylem dowolnym | 2:24:14,6 h | -      | 1.      | -            |